# فيسان
فيسان هي إحدى القرى اللبنانية من قرى قضاء الهرمل في محافظة البقاع. تبعد 130 كم شمال شرق العاصمة بيروت وترتفع 1070 م عن سطح البحر